# Cojocna (gmina)
Cojocna – gmina w Rumunii, w okręgu Kluż. Obejmuje miejscowości Boju, Boj-Cătun, Cara, Cojocna, Huci, Iuriu de Câmpie, Moriști i Straja. W 2011 roku liczyła 4194 mieszkańców.